# Psapharochrus bicuspis
Psapharochrus bicuspis är en skalbaggsart som först beskrevs av Ernst Friedrich Germar 1824.  Psapharochrus bicuspis ingår i släktet Psapharochrus och familjen långhorningar. Inga underarter finns listade i Catalogue of Life.